# Daniel-Henri Kahnweiler
Daniel-Henri Kahnweiler (Mannheim, 25 giugno 1884 – Parigi, 19 gennaio 1979) è stato un mercante d'arte, gallerista, critico d'arte scrittore tedesco naturalizzato francese.
Fu il più grande mercante d'arte dei suoi tempi. Proveniente da una buona famiglia borghese tedesca, incominciò la sua carriera come apprendista banchiere ma presto sarebbe diventato il "manager" dei cubisti. Dopo avere aperto nel 1907 una piccola galleria d'arte a Parigi, pochi mesi dopo vide il dipinto Les demoiselles d'Avignon nello studio di Picasso e ne fu folgorato. Incominciò così il sodalizio con i suoi artisti. Kahnweiler fu, infatti, tra i primi sostenitori di artisti quali Pablo Picasso, Georges Braque, Juan Gris, Georges Braque e del cubismo, ma anche di André Derain, Maurice de Vlaminck, André Masson, Paul Klee, Kees van Dongen.

## Biografia

### I primi anni in Germania e a Parigi
Daniel-Heinrich (meglio conosciuto come Daniel-Henri) Kahnweiler nacque nel 1884 a Mannheim, nel Baden, da una famiglia benestante di origine ebraica. La sua famiglia si era precedentemente trasferita da Rockenhausen, un piccolo villaggio del Palatinato. Suo padre, Gustav Kahnweiler, era un imprenditore di successo, coinvolto nel settore delle borse e del commercio. La sua famiglia godeva di una certa stabilità economica che permise di impartire al giovane Daniel-Henri una buona educazione nell'ambito della finanza e della filosofia. Kahnweiler crebbe e studiò a Stoccarda. La sua educazione e la sua formazione lo prepararono alla sua vita di intenditore d'arte e di uomo d'affari pragmatico. I primi impieghi nell'azienda di famiglia, che si occupava di intermediazione azionaria in Germania e a Parigi, consentono al giovane Kahnweiler di lasciare spazio all'interesse per il collezionismo d'arte già a partire dai suoi vent'anni. Fu, infatti, il prozio Joseph Goldscheider ad introdurlo alla musica e alla pittura durante le lunghe passeggiate trascorse insieme, incoraggiandolo a visitare i musei europei. In quel periodo, scoprì la pittura di Boucher, Chardin, Rembrandt e soprattutto di Cranach. Benché nutrisse già interesse per l'arte in generale e per la musica in particolare, fu per altre ragioni che espatriò. Nel 1902 lasciò la casa dei genitori e si trasferì a Parigi per perfezionarsi nella pratica finanziaria presso un'importante agenzia di cambio. A Parigi approfondì in realtà la sua passione per l'arte, incominciò a frequentare da subito il Louvre e il Musée du Luxembourg, e costruì la sua professione di mercante d'arte d'avanguardia. Fu in questo periodo che Kahnweiler scoprì la pittura impressionista, e in particolare la figura di Cézanne, nel quale intuisce gli albori di un nuovo stile pittorico. La passione per le arti e per la pittura lo convinsero ben presto di voler essere un mercante d'arte, non un creatore, ma piuttosto un intermediario in senso 'nobile'. Mercanti d'arte e imprenditori quali Ambroise Vollard e Paul Durand-Ruel che avevano la propria galleria in Rue Laffitte saranno le sue guide, "i suoi maestri".

### Il periodo tra le guerre
Durante la prima guerra mondiale, in quanto cittadino tedesco, fu presto costretto all'esilio in Svizzera. Le sue scorte e la sua galleria furono sequestrate come proprietà nemica dallo Stato francese e vendute tra il 1921 e il 1923. Tornò a Parigi nel 1920 e ricominciò da zero. La nuova impresa fu in collaborazione con André Simon e si chiamava Galerie Simon. Durante la Seconda guerra mondiale Kahnweiler fu nuovamente costretto a fuggire da Parigi, in quanto ebreo, ma nel 1942 riuscì a cedere la sua galleria alla cognata cattolica Louise Leiris, a nome della quale continua a operare fino ai giorni nostri. Divenne cittadino francese nel 1937 e morì a Parigi nel 1979, all'età di 95 anni.
John Russel scrisse di lui: 

### La "Galerie Kahnweiler" (1907 - 1914)
A seguito di un iniziale interesse rivolto al teatro e alla danza moderni, avviò la professione di mercante d’arte aprendo nel mese di maggio 1907 la propria galleria d'arte in una minuscola bottega di sarto al 28 di rue Vignon, nel quartiere della Madeleine, a Parigi un negozio di 16 metri quadrati dotato di illuminazione a gas e con i più eleganti becchi aurer. A questa impresa c'era un precedente familiare poiché il prozio Joseph Goldscheider, che gestiva una famosa società di intermediazione mobiliare a Londra, era un importante collezionista di opere d'arte e di mobili tradizionali inglesi. Incominciò a frequentare gallerie d'arte e a conoscere intellettuali e artisti, andando a far visita nei loro studi. Frequentava i café e i salon artistici. In quell'epoca, Kahnweiler era particolarmente attratto dall'arte moderna che all'epoca stava prendendo piede ed entrò in contatto con i movimenti avanguardisti. Dapprima si lasciò conquistare da Renoir, Cézanne, Monet, ma anche Bonnard e Vuillard che considerava “stritolati per loro sfortuna fra i grandi predecessori e gli impetuosi successori”. È attratto dai fauves e da Georges Braque che aveva conosciuto nel mese di aprile dello stesso anno, ne aveva già apprezzato l’opera del periodo fauves esposta al Salon des Indépendants, ma “adesso ne visita lo studio in una soffitta di fronte a Montmartre”. Acquistò alcune sue opere di transizione, di superamento della fase fauves, opere realizzate precisamente in quel fatidico 1907. Al tempo stesso Kahnweiler era alla ricerca di altri artisti, più attuali, di una generazione posteriore e d'avanguardia. Il 1907 - si tenga presente - è l'anno della grande mostra retrospettiva di Cézanne ed è l'anno in cui Kahnweiler vide Les demoiselles d'Avignon di Picasso nel suo studio, ancora in fase di realizzazione, e ne rimase folgorato.
Una delle prime mostre significative organizzate da Kahnweiler fu quella dedicata a André Derain nel 1908, il quale nel 1906 - 1907, nella capitale inglese aveva scoperto le collezioni del British Museum e della National Gallery, scambierà in quegli anni un’importante corrispondenza con Matisse, che risulterà essere essenziale per confermare una via espressiva fondata sulla forza comunicativa di linea, colore, forma e luce, e sulla concordanza tra emozioni e sensazioni secondo una modalità armonica musicale. Incontra in quegli anni Braque, Picasso e Salmon. In autunno interpreta i temi preferiti di Cézanne: paesaggi dell’Estaque, nature morte, e soprattutto le bagnanti. Inoltre, insieme a Vlaminck dà inizio a una collezione di arte africana e di oggetti eclettici di arte popolare, Madonne lignee, modellini di navi, strumenti musicali, bronzi del Luristan e del Benin. Tutto questo confluì nella mostra del 1908 che coronerà l'avvio di una proficua collaborazione con Kahnweiler, il suo nuovo mercante. Questo evento fu significativo per la Galleria Kahnweiler poiché contribuì a consolidare la reputazione della galleria come epicentro di una certa arte d'avanguardia a Parigi. 
Fu così che i collezionisti che frequentavano le più accreditate gallerie d'arte parigine, a partire da Rue Laffitte, iniziarono a far visita anche in rue Vignon, dove Kahnweiler esponeva, appesi semplicemente alle pareti, artisti quali Georges Braque, André Derain, Kees Van Dongen, Paul Signac e Charles Camoin. The Studio, la rilevante rivista inglese, incominciò a interessarsi a lui e alla sua attività e fu così che Kahnweiler poté stringere sin da subito proficue relazioni cosmopolite, aprendo i propri orizzonti a livello sopranazionale e con le principali riviste internazionali di settore. Inoltre, egli consolidò una crescente attività, anche perché collezionisti come Hermann Rupf o il consigliere di stato Oliver Sainsère, ovvero Roger Dutilleul, collezionista di dieci anni più anziano del gallerista, che si lasciarono pilotare per decenni dall’amico mercante che riconoscevano come una guida e maestro, gli facevano visita e ne acquistavano le opere. I primi acquisti di Dutilleul furono Vlaminck, Derain, Braque. Kahnweiler intratteneva anche altre frequentazioni artistiche, per esempio con l'italiano Ardengo Soffici, il quale usava recapitargli regolarmente i suoi articoli appena pubblicati sulle riviste di punta italiane, quali La Voce, Lacerba e Leonardo, e con i critici d’arte inglesi come Clive Bell e Roger Fry, entrambi parte del mitico gruppo di Virginia Woolf, il circolo Bloomsbury. Prim’ancora, ovviamente, si interfacciava con i tedeschi, a cominciare da Carl Einstein, coetaneo di Kahnweiler che come lui aveva iniziato come praticante in una banca di Karlsruhe ed era considerato storico dell’arte di prim’ordine, uno dei pochi che fece raffronti fra l’arte negra e quella moderna in un periodo in cui questo non era ancora di moda. Inoltre, un altro dei pilastri della galleria Kahnweiler è Wilhelm Uhde, una delle personalità più interessanti fra gli emigrati suoi conterranei che si riunivano al café du Dome a Montparnasse e che acquisterà, nel 1907, quadri di Braque e di Picasso.
Quella di Kahnweiler fu un’attività che riuscirà determinante soprattutto grazie alla sua straordinaria autodisciplina e all'impegno nella definizione di un proprio profilo professionale che ben presto gli permise di affermarsi come un outsider, capace di introdurre nuove strategie di marketing e di vendita nel mondo dell'arte. Egli, infatti, aveva stipulato già dai primi anni di apertura della galleria, contratti esclusivi con gli artisti, garantendo loro un reddito regolare e permettendo loro di concentrarsi sulla creazione artistica senza preoccupazioni finanziarie immediate. A differenza di alcuni dei suoi contemporanei, Kahnweiler era noto per essere una persona riservata, più concentrata sulla promozione degli artisti che sulla ricerca di notorietà personale. La sua discrezione e la sua dedizione alla causa dell'arte gli fecero guadagnare il rispetto di molti artisti e colleghi. Kahnweiler, oltretutto, non si limitò a vendere opere d'arte. Organizzò mostre e pubblicazioni per promuovere i suoi artisti. 
Le cronache di questi anni eroici, fitte di dettagli raccolti sul campo dal biografo di D.-H. Kahnweiler, Pierre Assouline, seguono le loro trame con sconcertante ritmo. Kahnweiler ha riconosciuto il potenziale rivoluzionario del Cubismo e ha supportato artisti come Pablo Picasso, Georges Braque, Juan Gris e Fernand Léger quando il movimento era ancora in fase nascente. Ha comprato le loro opere e ha organizzato esposizioni, contribuendo a far conoscere il Cubismo a un pubblico più ampio. In ogni caso, la promozione di questa nuova arte da parte di Kahnweiler guadagna sempre di più, giorno dopo giorno, qualcosa che inizia lentamente ad attrarre un più articolato pubblico di appassionati. 
L’ascesa di Picasso e di conseguenza la crescita di mercato dell’intero gruppo promosso dalla galleria Kahnweiler è in questi primi anni dall'apertura della galleria è un fatto irrevocabile. Dunque, si tratta di una nuova conferma, che la strategia artistico-culturale e commerciale del mercante Kahnweiler risulta essere più che assodata. Il 1913 è l'anno dell'Armory Show, un'esposizione di arte contemporanea europea nella sala d'armi del 69º Reggimento, nella 25ª Strada, a New York che contribuirà in modo significativo alla futura leadership statunitense nel settore. 
Nel febbraio 1914 Kahnweiler firmerà il primo contratto newyorkese, con Brenner e Coady, i proprietari della Washington Square Gallery di New York. Da lì a breve, però, si resero manifesti segnali inquietanti di un clima ormai belligerante.

### Gli anni della Grande Guerra: l'esilio a Berna
L'inutile attentato di Sarajevo, miccia il conflitto e la fine di un mondo. La Grande guerra travolge la Parigi di Kahnweiler. L'età dell'oro della capitale culturale d'Europa, infatti, va sgretolandosi.
Non credendo in un esito armato, Kahnweiler non seguì le esortazioni di Picasso a naturalizzarsi. Quando il 3 agosto 1914 fu dichiarata la guerra, si trovava in Italia, a Roma, per una vacanza che prolungò, disobbedendo all'ordine di arruolarsi nell'esercito tedesco. Si rifiutò di combattere nel suo paese d'adozione e, dichiarato disertore, fuggì a Berna, approfittando della neutralità svizzera con la sua compagna nell'estate del 1914. La sua galleria parigina fu confiscata come proprietà del nemico. Rifiutandosi di schierarsi tra francesi e tedeschi, fu considerato un nemico della Francia e le opere della sua galleria furono sequestrate il 12 dicembre 1914 per essere vendute all'asta per raccogliere i fondi per lo Stato. Dal volontario esilio svizzero Kahnweiler proseguirà ad agire ma naturalmente con ben differente efficacia rispetto a quanto poteva fare a Parigi. L'inattività del confino bernese non si confà all’alacre e scrupoloso Kahnweiler che difatti frequenterà l'università e soprattutto redigerà una prima, puntuale testimonianza storica sul gruppo dei suoi artisti, un saggio che intende fare chiarezza in merito alla costituzione del nuovo linguaggio cubista a cui ha partecipato in prima fila. Nel 1920 pubblicò "Der Weg zum Kubismus" (La via al Cubismo), un libro in cui spiegava e difendeva il movimento cubista, contribuendo a legittimarlo e a diffonderlo.

### La "Galerie Simon" (1920 - 1939)
A guerra finita, finalmente, nel febbraio 1919 Kahnweiler fa ritorno in Francia, riprende le relazioni interrotte con i suoi artisti. Nonostante l'ostilità della sua famiglia, sposò Lucie Godon a Berna il 2 luglio 1919.
Con i suoi beni e la sua galleria in amministrazione controllata, entra in società con André Simon e il 1º settembre 1920 apre la galleria Simon a nome di quest'ultimo al 29 bis di rue d'Astorg nell'8º arrondissement. La Galerie Simon fu determinante per il commercio di dipinti e sculture cubiste tra le due guerre. La galleria prende il nome dal socio d'affari di Kahnweiler, André Cahen, noto anche come André Simon, e continua il lavoro della sua Galerie Kahnweiler parigina dell'anteguerra.
Quando Kahnweiler tornò in Francia da Berna, si affidò all'aiuto di amici e conoscenti per ristabilire la sua attività. Il collezionista Hermann Rupf, che gli aveva fornito alloggio e assistenza generale in Svizzera, sostenne finanziariamente Kahnweiler nella riapertura della sua galleria e fu ripagato con opere d'arte. Simon fu fondamentale per far registrare la nuova galleria; all'epoca, infatti, i cittadini tedeschi, che solo di recente erano stati autorizzati a rientrare in Francia, non potevano essere proprietari di imprese. Infine, l'artista Amédée Ozenfant, che Kahnweiler aveva conosciuto in Svizzera durante la guerra, contribuì a trovare la sede della nuova galleria: un’antica scuderia non lontano dalla concorrenza di livello, ovvero da rue de La Boétie, dove Paul Rosenberg e l’ancora esordiente e Paul Guillaume avevano la loro galleria
Tra il settembre del 1920 e l'inizio del 1922, la Galerie Simon incrementa il suo inventario d'arte. Lo fece in parte gestendo lo stock che il sindacato Kahnweiler - Alfred Flechtheim, Hans Forchheimer, Gustav Kahnweiler, Louise Leiris e Rupf, che operavano sotto lo pseudonimo di "Grassat" - aveva acquistato per conto del mercante durante le quattro vendite di sequestro della Galerie Kahnweiler tenutesi all'Hôtel Drouot di Parigi tra il giugno 1921 e il maggio 1923. Questi acquisti consistevano principalmente in dipinti, sculture e opere su carta degli artisti cubisti che Kahnweiler aveva rappresentato per la prima volta, oltre che di André Derain e Maurice de Vlaminck. Già nel febbraio 1922 la Galerie Simon organizzò anche mostre - la prima fu una presentazione monografica del pittore spagnolo José de Togorès - ma tali eventi furono programmati in modo irregolare per tutti gli anni Trenta. Tra le mostre più importanti ricordiamo la retrospettiva di Gris del giugno 1928, che commemorava la morte prematura dell'artista avvenuta l'anno precedente, e la mostra monografica di Paul Klee del giugno 1934, che assicurò a Kahnweiler la rappresentanza esclusiva dell'artista. La Galerie Simon rappresentò anche artisti come Arno Breker, Paul Klee, Henri Laurens e André Masson, oltre agli artisti che Kahnweiler rappresentava prima della guerra, tra cui Braque, Gris, Léger, Manolo e Picasso.
Sin dai primi anni Venti, tuttavia, le difficoltà sembrano moltiplicarsi: il nuovo paragrafo della vita di D.-H. Kahnweiler non inizia certo sotto i migliori auspici. Malgrado la situazione contingente, egli intende avviare un’attività ben più vigorosa rispetto a quella passata, puntando molto sugli Stati Uniti.
Dal 1921, purtroppo però, preceduta da una campagna denigratoria, inizia "l’esecuzione", come la chiamano fra di loro le due vittime Whiliem Uhde e Kahnweiler, ovvero l'ultima temuta asta di espropriazione di quel terribile risentimento che preparerà, alla lunga, l’ascesa hitleriana. Nel 1923, infatti, l’odiosa asta prevista di dissipazione del patrimonio di opere immagazzinate nel tempo da Kahnweiler. Asta che in sé costituisce anche l’ultimo residuo della guerra e rappresenterà infine, per quanto riguarda Kahnweiler, un vero tormento che lo porterà al baratro finanziario. 
Nel tempo tra le due guerre Kahnweiler continua a lavorare senza rinunciare mai ai propri principi e agisce sempre con un’inflessibilità ammirevole nonostante le difficoltà.

### Gli anni dell'ascesa hitleriana e della seconda guerra mondiale
Nei giorni dell’ascesa di Adolf Hitler, Kahnweiler, questa volta non lascia che le circostanze lo sorprendano e lo travolgano a piacer loro e fa rientrare immediatamente dalla Germania i suoi quadri, (Gris, Masson, Léger…) che non subiranno la confisca che patisce l’arte cosiddetta “degenerata” dal Nazismo. Nel 1933 la creazione del Ministero dell’informazione popolare e della propaganda, affidato a Goebbels, allontana ogni speranza. È iniziata la grande diaspora tedesca. Il 7 marzo 1936 le forze militari tedesche occupano la Renania. Il mercato si paralizza.
Nel 1939 anche Kahnweiler, prudentemente, è corso ai ripari a Le repaire, nel Limousin. Bisogna superare una parentesi rispondente agli anni 1940-1944, un ultimo e drammatico salto in cui il Kahnweiler vive ai confini della realtà, da potenziale vittima della Gestapo nel periodo in cui i nazisti hanno occupato Parigi.
Nel 1941, in seguito alla legislazione discriminatoria emanata dopo l'ascesa del regime di Vichy, Kahnweiler per evitarne la chiusura come attività gestita da ebrei (poiché sia Kahnweiler che Simon erano ebrei) questa volta riesce a scamparla. Infatti, accordandosi con la cognata Louise Leiris, cattolica originaria del Berry, la quale si presenta come possibile acquirente della galleria Simon per rilevare la galleria del cognato che alla fine la spunta.
Nel 1943 la Gestapo fa visita al loro rifugio ma i Kahnweiler riescono a fuggire in tempo, nomadi, poiché come molti altri che temono il fanatismo nazista. Si spostano a Lagupie, da una coppia di agricoltori amici di Leiris. Infine, finalmente le sorti del conflitto mutarono e dopo lo sbarco in Normandia, nell'ottobre 1944 Kahnweiler potrà fare ritorno a Parigi.

### La "Galerie Louise Leiris" (1945-)
Con il 1945 e la fine dichiarata del conflitto che sancisce la completa disfatta nazifascista, D.-H. Kahnweiler torna in rue d’Astorg, alla sua vecchia galleria che ora è la galleria Louise Leiris. Il primo Salon d’automne della Francia liberata celebra Picasso: una conferma eclatante della lungimiranza del mercante e che fu cruciale per l’affermazione del Cubismo.
Come editore pubblicò molti libri illustrati dai suoi amici artisti. Nel 1961 pubblicò un'autobiografia, Mes galeries et mes peintres (1971).